# Helmut Grunsky
Helmut Grunsky   (Aalen, 11 de juliol de 1904 - Würzburg, 5 de juny de 1986) va ser un matemàtic alemany.
Grunsky va estudiar física a les universitats tècniques de Stuttgart i Berlín des de 1922 fins a 1927. Després de completar aquest curs com a enginyer graduat, Helmut Grunsky va començar a estudiar matemàtiques a la Universitat de Berlín. Allà es va doctorar el 1932 amb una tesi dirigida per Ludwig Bieberbach i Issai Schur.
A partir de 1930, en no trobar una posició acadèmica adient, Grunsky va treballar a la revista "Jahrbuch über die Fortschritte der Mathematik" de la qual va ser editor principal des de 1935 fins a 1939.
La guerra va marcar un punt d'inflexió en la carrera acadèmica de Grunsky; es va veure obligat a servir al Ministeri d'Afers Exteriors de Berlín com a criptògraf. Després d'acabar la guerra, va treballar com a professor de secundària a Trossingen fins al 1949, quan va ser nomenat professor de la universitat de Tubinga. Després d'una estança als Estats Units el curs 1950-1951, va ser professor a les universitats de Magúncia (1951-1958) i Würzburg, fins que es va retirar el 1972.
El seu treball científic comprèn tres llibres i més de 40 publicacions, principalment sobre teoria de les funcions geomètriques i anàlisi complexa.